# Maison de Bismarck
 (août 2024).
Si vous disposez d'ouvrages ou d'articles de référence ou si vous connaissez des sites web de qualité traitant du thème abordé ici, merci de compléter l'article en donnant les références utiles à sa vérifiabilité et en les liant à la section « Notes et références ».
La maison de Bismarck (von Bismarck) est une famille noble allemande qui a pris de l'importance au xixe siècle, en grande partie grâce aux réalisations de l'homme d'État Otto von Bismarck. Il reçut un titre comtal en 1865, le titre héréditaire de prince de Bismarck en 1871 et le titre non héréditaire de duc de Lauenburg en 1890. Plusieurs descendants d'Otto von Bismarck, notamment son fils aîné Herbert, prince de Bismarck, étaient également des hommes politiques.

## Histoire

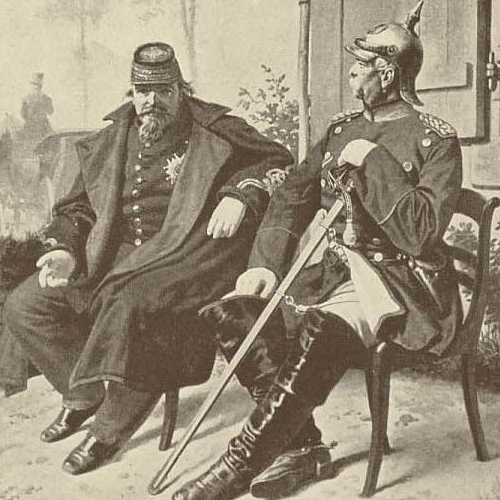
Otto von Bismarck (à droite) avec Napoléon III de France.

La famille a ses racines dans la région de l'Altmark, descendant de Herebord von Bismarck (décédé en 1280), le premier titulaire vérifiable du nom, mentionné vers 1270 comme fonctionnaire ( Schultheiß ) de la ville de Stendal dans le Margraviat de Brandebourg. Sa descente de la petite ville voisine de Bismark est probable mais non établie.
Son parent Nikolaus von Bismarck (décédé en 1377) était un conseiller et un fidèle partisan du margrave Louis Ier de Wittelsbach, au sujet duquel il se brouilla avec les citoyens révoltés de Stendal et fut compensé par le manoir de Burgstall en 1345. Par un accord de 1562 avec les margraves Hohenzollern, les Bismarcks ont échangé Burgstall avec Schönhausen, situé à l'est de l' Elbe et anciennement partie de l' archevêché de Magdebourg, qui était également sous la domination des Hohenzollern depuis 1513.
Une famille prussienne Junker, son membre le plus notable, Otto von Bismarck, a obtenu le titre comtal ( Graf ) de Bismarck-Schönhausen en 1865 et le statut princier héréditaire d'un Fürst von Bismarck après la guerre franco-prussienne en 1871.
Deux navires de la marine impériale allemande (Kaiserliche Marine), ainsi qu'un cuirassé de la Seconde Guerre mondiale, portent le nom d'Otto von Bismarck. La mer de Bismarck et l'archipel de Bismarck (tous deux à proximité de l'ancienne colonie allemande de Nouvelle-Guinée) ont également été nommés en son honneur, ainsi que plusieurs endroits aux États-Unis, dont Bismarck, dans le Dakota du Nord, la capitale de l'État.
Le chef actuel de la Maison de Bismarck est le prince Carl-Eduard von Bismarck.

## Lignée Schönhausen
- Jkr. Karl Alexander von Bismarck (1727–1797) - marié en 1762 Christiane Charlotte Gottliebe von Schönfeldt à Werben

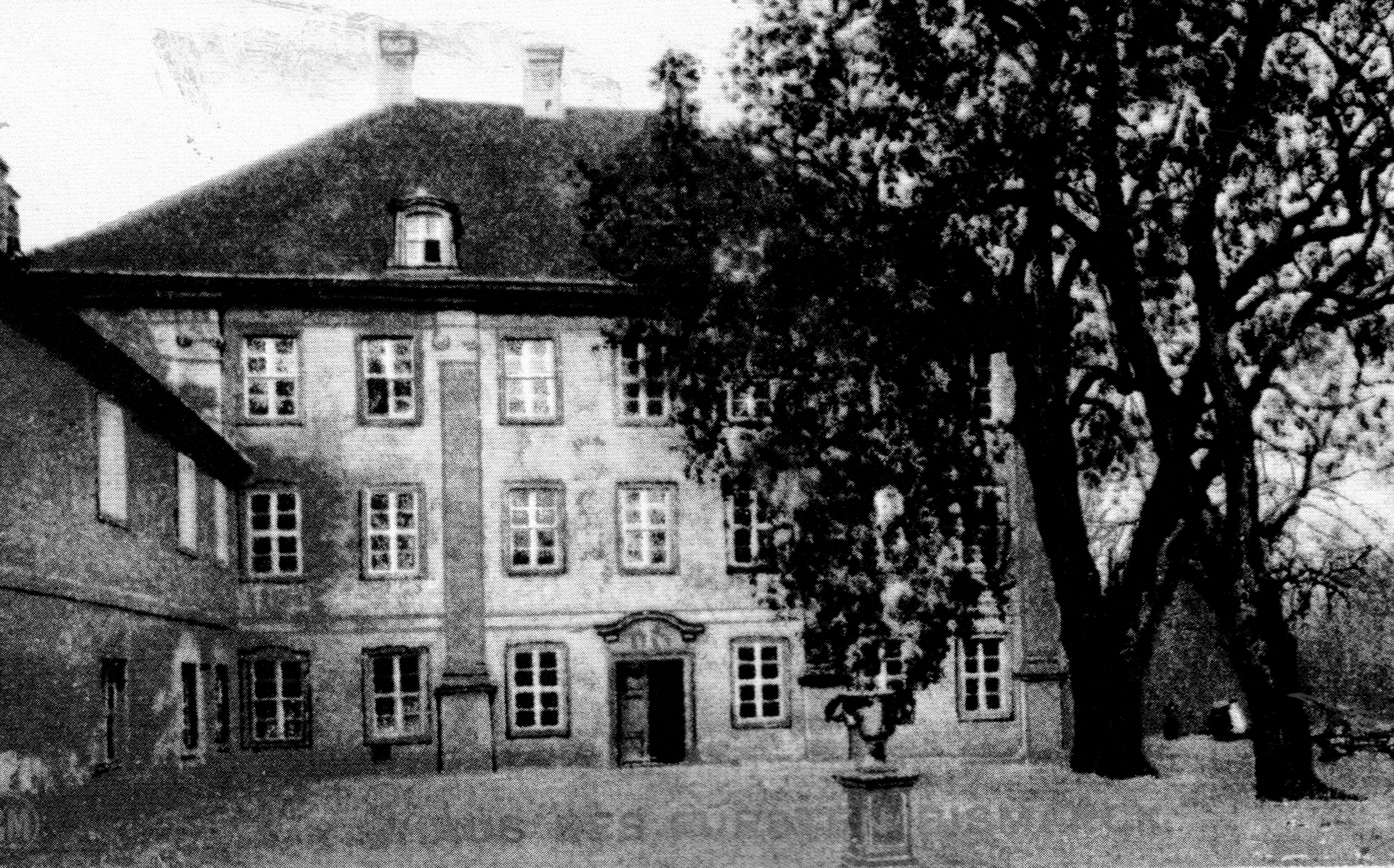
Palais de Schönhausen I (démoli en 1958)

Armoiries princières d'Otto von Bismarck

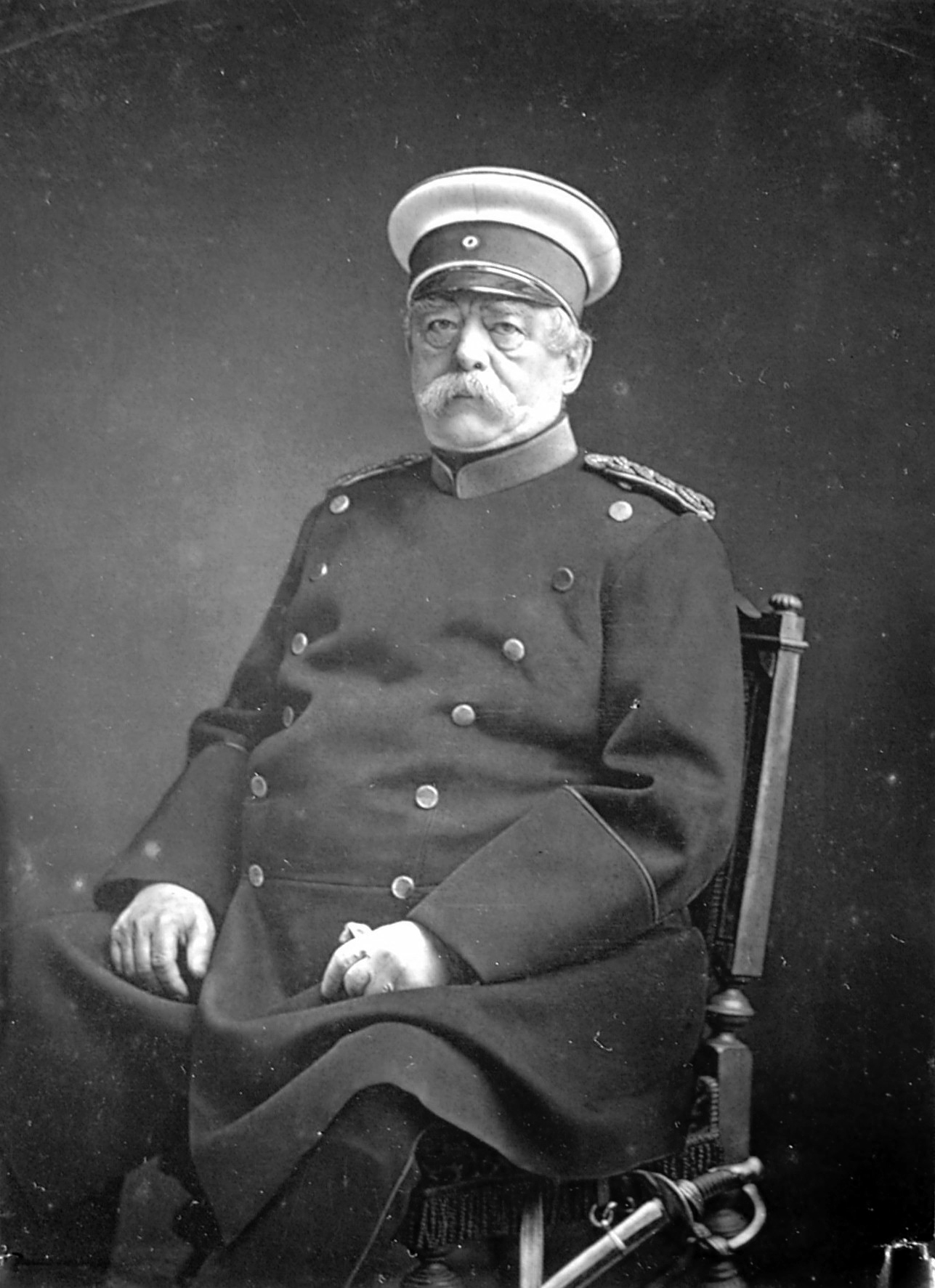
Otto Fürst von Bismarck

  - Jkr. Ernst Friedrich Alexander von Bismarck (1763–1820)
    - Jkr. Theodor von Bismarck (1790–1873), marié en 1817 Karoline Comtesse von Bohlen, ancêtre de la succursale de Bismarck-Bohlen

  - Jkr. Friedrich Adolf Ludwig von Bismarck (de) (1766–1830), lieutenant général prussien
  - Jkr. Karl Wilhelm Ferdinand von Bismarck (de) (1771–1845), propriétaire foncier à Schönhausen, marié en 1806 avec Luise Wilhelmine Mencken
    - Jkr. Bernhard von Bismarck (1810–1893), chambellan prussien ( Kammerherr ), membre du Landtag prussien, épousa en 1841 Adelheid Fanninger (décédée en 1844), deuxièmement en 1848 Malwine von Lettow-Vorbeck
      - Jkr. Philipp von Bismarck (de) (1844–1894)
        - Jkr. Gottfried von Bismarck (1881–1928)
          - Jkr. Klaus von Bismarck (de) (1912–1997)
          - Jkr. Philipp von Bismarck (de) (1913–2006), ancien membre du Bundestag

        - Jkr. Herbert Rudolf von Bismarck (de) (1884–1955)

      - Jkr. Ernst von Bismarck (de) (1853–1931)

    -  S.A.S Otto, prince von Bismarck, duc de Lauenburg (1815–1898), premier chancelier d'Allemagne, Fürst von Bismarck de 1871
      - Marie, comtesse von Bismarck-Schönhausen (1847–1926)
      -  SAS Herbert, prince von Bismarck (1849-1904)
        - Hannah Leopoldine Alice, comtesse von Bismarck-Schönhausen (1893–1971)
        - Maria Goedela, comte von Bismarck-Schönhausen (1896–1981) ∞ Hermann, comte von Keyserling (1880–1946)
          - Manfred, comte von Keyserling (1920–2008)
          - Arnold, comte von Keyserling (1922–2005), philosophe renommé

        -  SAS Otto Christian Archibald, prince von Bismarck (1897-1975), ancien membre du Bundestag
          -  SAS Ferdinand, prince von Bismarck (1930-2019)
            -  SAS Carl-Eduard, prince von Bismarck (né en 1961), ancien membre du Bundestag
              - Alexei, comte von Bismarck-Schönhausen
              - Grace, comtesse von Bismarck-Schönhausen

            - Gottfried, comte von Bismarck-Schönhausen (1962–2007)
            - Gregor, comte von Bismarck-Schönhausen (né en 1964)
              - Marina, comtesse von Bismarck-Schönhausen (née en 1986)

            - Vanessa, comtesse von Bismarck-Schönhausen (née en 1971)
              - Laszlo Weiner (né en 2008)
              - Cosmo Weiner (né en 2012)

          - Alexander, comte von Bismarck-Schönhausen (1935–1992)
            - Claudia Anna Katharine Mona, comtesse von Bismarck-Schönhausen (née en 1964)

          - Maximilian, comte von Bismarck-Schönhausen (né en 1947)
            - Konstantin, comte von Bismarck-Schönhausen (né en 1987)
            - Alexander, comte von Bismarck-Schönhausen (né en 1989)

          - Gunilla, comtesse von Bismarck-Schönhausen (née en 1949)
          - Leopold, comte von Bismarck-Schönhausen (né en 1951)
            - Nikolai, comte von Bismarck (né en 1986)

        - Gottfried, comte von Bismarck-Schönhausen (1901-1949), membre du Reichstag
          - Vendeline, comtesse von Bismarck-Schönhausen
          - Barbara, comtesse von Bismarck-Schönhausen (1939-1986)
          - Andreas, comte von Bismarck-Schönhausen (1941-2013)
            - Stephanie, comtesse von Bismarck-Schönhausen (née en 1976) ∞ Karl-Theodor, baron zu Guttenberg (né en 1971)

        - Albrecht, comte von Bismarck-Schönhausen (1903–1970) ∞ Mona Strader (1897–1983)

      - Wilhelm, comte von Bismarck-Schönhausen (1852-1901)

    - Jkvr. Malwine von Bismarck (1827-1908)
    - [. . . ]
      - 
        - Karl Ludolf von Bismarck (1700–1760)
          - Heinrich Christian von Bismarck (1737–1804)
            - Johann Heinrich Ludwig von Bismark (de) (1774–1816), général nassauvien
              - Friedrich August Ludwig (1809–1893), représentant fédéral nassauvien
              - Karl Friedrich Alexander, Graf von Bismarck (1814–1892), major nassauvien

            - Friedrich Wilhelm von Bismarck (1783–1860), général wurtembergeois
              - August Wilhelm Julius von Bismarck (de) (1849–1920)
              - Clara Gräfin von Bismarck (1851–1946)

        - Alexander Wilhelm von Bismarck (1704–1793)
          - August Adam Heinrich von Bismark (de) (1739–1813), général prussien
            - Friedrich von Bismarck (1784–1846)
              - Busso von Bismarck (de) (1824–1887), membre de la chambre des représentants de Prusse

    - Valentin Busso von Bismarck (1613–1679)
      - Christoph Friedrich Ier von Bismarck (de) (1652–1704), général prussien
        - Ludolf August von Bismarck (de) (1683–1750), général russe

## Pour approfondir